# 托格拉克乡
托格拉克乡，是中华人民共和国新疆维吾尔自治区伊犁哈萨克自治州伊宁市下辖的一个乡镇级行政单位。

## 行政区划
托格拉克乡下辖以下地区：
上托格拉克村、托格拉克村、阿吉买里村和喀拉也尔村。